# Cung điện Kotowski
Cung điện Kotowski (tiếng Ba Lan: Pałac Kotowskich) là một cung điện thế kỷ 17 tại Warsaw, Ba Lan. Nó đóng vai trò là tòa nhà tu viện chính cho các nữ tu thuộc dòng vĩnh cửu Benedictine.

## Lịch sử
Cung điện được xây dựng một thời gian từ năm 1682 đến 1684 dành cho Adam Kotowski, người mang cúp hoàng gia tại tòa án của vua Jan Sobieski và vợ ông Małgorzata Durant. Tòa nhà Baroque ba tầng lớn này được xây theo phong cách Palladian với kiến trúc thiết kế bởi Tylman van Gameren. Vào năm 1688, nó đã được Nữ hoàng Maria Kazimiera mua và chuyển đến Benedictines thuộc Lễ ban phước. Từ 1688 đến 1692 nơi cư trú Kotowski đã trở thành một nhà thờ-kiêm-tu viện bởi Tylman van Gameren. Vào thế kỷ 18, tu viện được mở rộng. Khoảng năm 1745, cung điện mới được xây dựng tại Quảng trường chợ thị trấn mới và từ năm 1771 đến năm 1779, vua Stanisław August Poniatowski đã thành lập một tòa nhà mới nằm ở lối đi. Hai tòa nhà được kết nối vào năm 1788.
Trong Thế chiến thứ hai, tòa nhà được sử dụng như một bệnh viện. Điều này khiến nó trở thành mục tiêu thường xuyên để ném bom của quân Đức trong cuộc nổi dậy Warsaw. Cung điện đã bị phá hủy hoàn toàn sau đó và không bao giờ được xây dựng lại.

## Thư viện hình ảnh

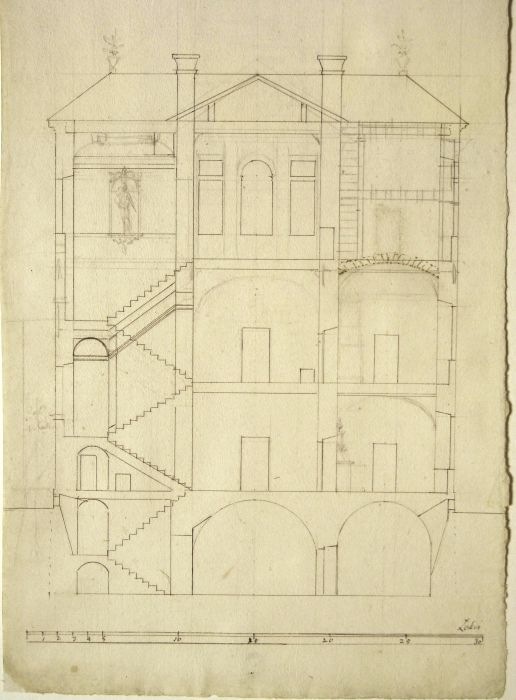
Cung điện Kotowski: thiết kế nội thất
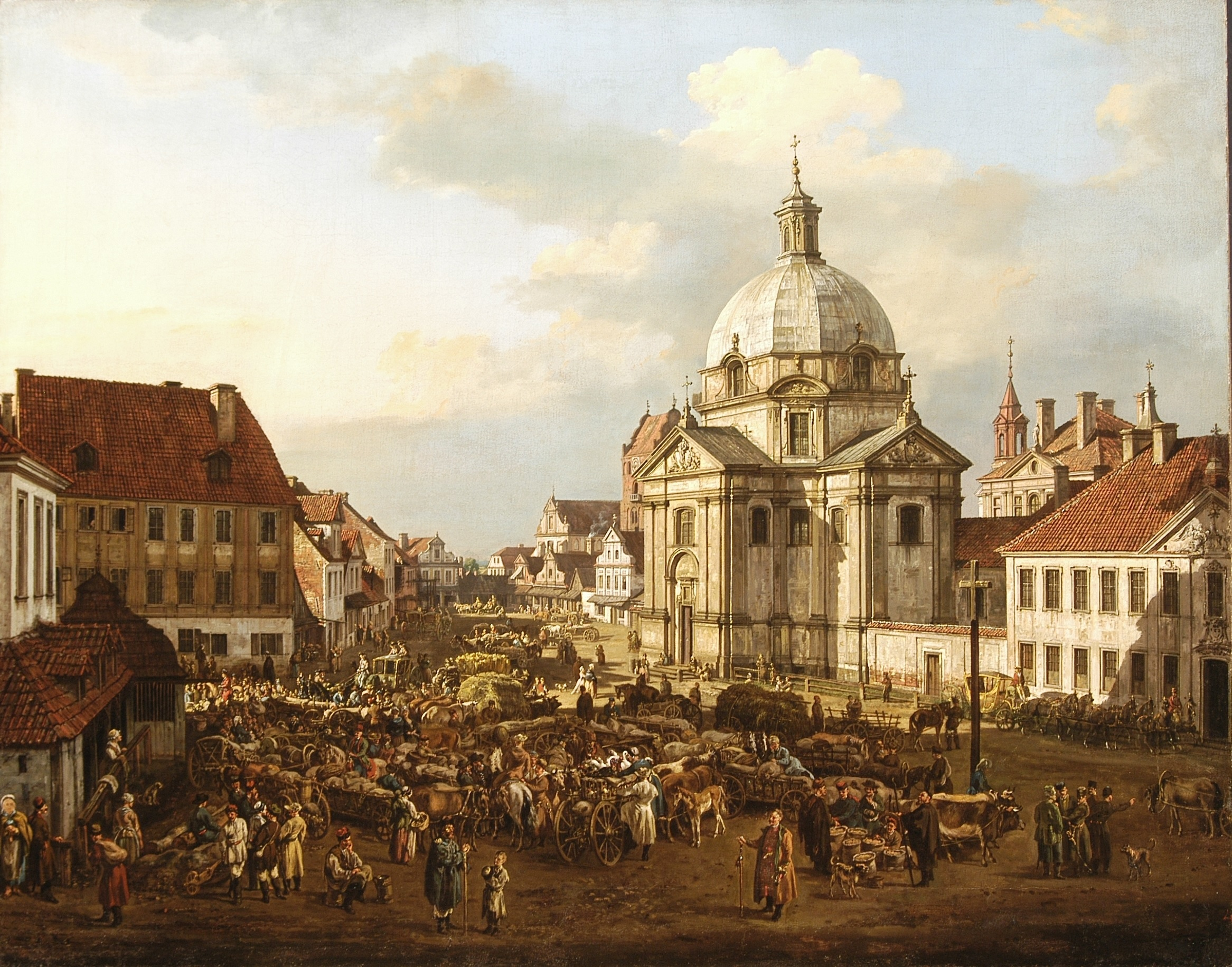
Cloister: bức tranh của Bernardo Bellotto